# Lazzi
Pour les articles homonymes, voir Lazzi (société).

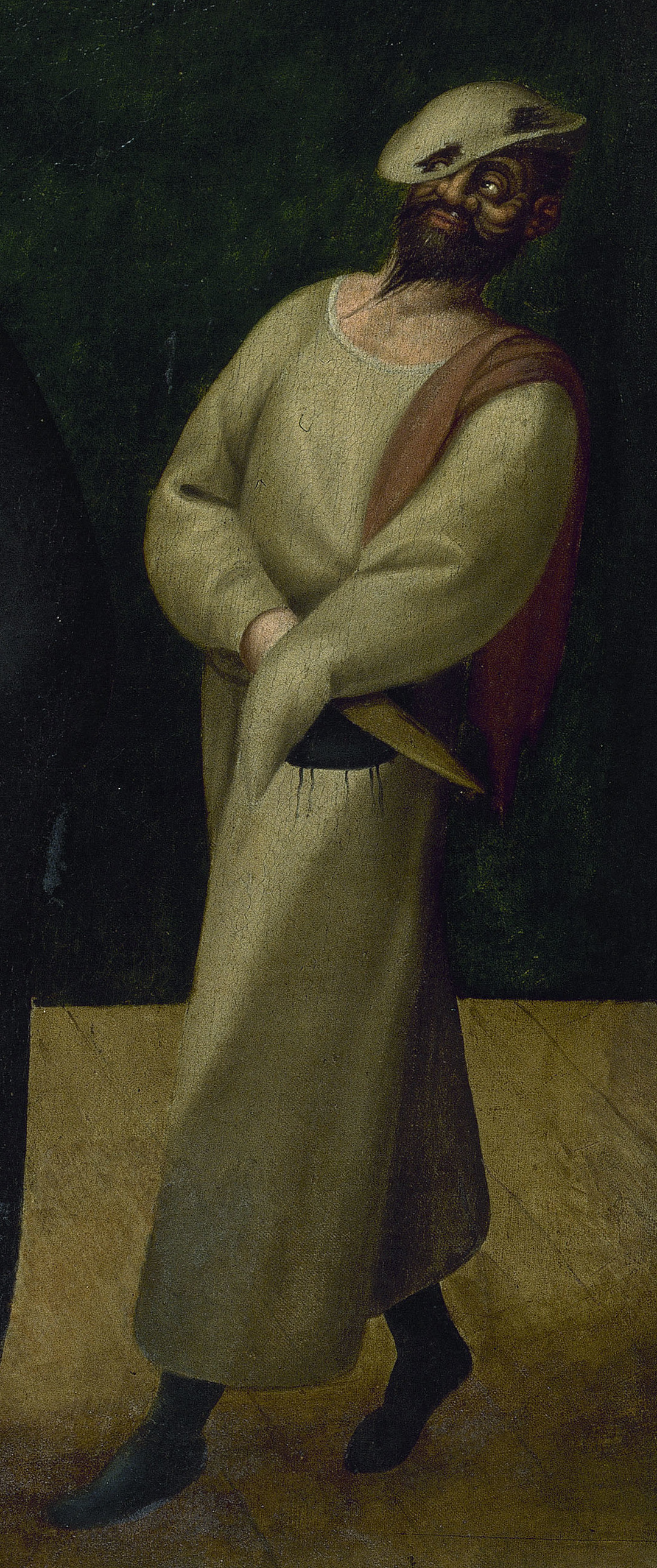
Pedrolino, un zanni aux lazzis faciles ayant tendance à semer la zizanie.

Les lazzis, de l'italien lazzo : « lien », sont, dans le théâtre all’improviso, la commedia dell'arte, toutes sortes de plaisanteries burlesques, soit en paroles, soit en actions, des jeux de mots, des grimaces, des gestes grotesques et jusqu’à des détails de farces sur tréteaux.

## Caractéristiques
Utilisant l'improvisation théâtrale, une séquence fixe de jeu détenue comme savoir-faire exclusif par un ou des acteurs et susceptible d’être introduite à un endroit ou à un autre au moment de la scénarisation improvisée d’un canevas, les lazzis sont caractérisés sinon par la grossièreté de la plaisanterie, du moins par une certaine vulgarité ; c’est du comique sans distinction, de la bouffonnerie réelle que ne relève pas l’esprit, mais dont l’effet de surprise et de rire est presque infaillible.
Constituant une sorte de parenthèse comique ou de digression à l'intérieur de l'action, le lazzi engage souvent des capacités d’acrobatie verbales ou gestuelles et est hautement susceptible de devenir la marque de fabrique d’un acteur spécifique. L’Art (Arte) de l’acteur improvisateur réside alors autant dans sa capacité pure d’improvisation (celle-ci se manifestant par le fait, parfaitement observable, qu’il joue hors-lazzi) que dans son aptitude à « caser » les lazzis qu’il domine en des moments maximalement utiles à l’ambiance et au rythme du spectacle en cours d’élaboration.
Molière est le premier comédien à introduire dans le théâtre français le procédé italien du lazzo : « On le voit très tôt dans ses premières farces, où le comique ne repose pas seulement sur la drôlerie du texte, mais sur le jeu de scène, librement développé et d’une durée sans rapport avec le texte parlé. »
Dans cette dynamique, l'abus du lazzi peut devenir l'indice d’un mauvais improvisateur ou même d’un cabotin individualiste, quoi qu’il en soit d’autre part de la virtuosité particulière de chacun des lazzi exécutés.
Les zanni de la commedia dell'arte, y recouraient à profusion et les anciens comédiens de l’Hôtel de Bourgogne, Turlupin et autres, étaient fameux par leurs lazzis ; Molière n’en a pas dédaigné l’emploi dans ses farces merveilleuses, et plus d’un acteur du XIXe siècle leur a dû une partie de sa renommée.
Le phénomène du lazzi se manifeste dans des secteurs distincts du théâtre forain, comme le cinéma (dans un film des Marx Brothers, on sait à l’avance qu’à un moment ou à un autre Harpo jouera de la harpe), le jazz (une grande partie des phrasés « improvisés » au piano par Art Tatum sont en fait des lazzis musicaux, comme le prouve la comparaison des différents enregistrements) et même le catch.

## Citation
Ce terme peu utilisé a été rendu célèbre dans la chanson Comme ils disent de Charles Aznavour, :

« Moi les lazzi, les quolibets
Me laissent froid puisque c'est vrai,
Je suis un homo ! 
Comme ils disent. »

On le retrouve également dans la chanson de Georges Brassens Le grand chêne :

« Il advint que lassé d'être en butte aux lazzi, Il se résolut à l'exil »